# هيو ميرسير
هيو ميرسير (16 يناير 1726 - 12 يناير 1777) كان ضابطًا وطبيبًا عسكريًا أمريكيًا إسكتلندي المولد شارك في حرب السنوات السبع والحرب الثورية. ولد في بيتسليغو في إسكتلندا، ودرس الطب في بلده الأصلي وخدم مع قوات اليعاقبة التابعة للأمير تشارلز بوني، وشارك في معركة كلودين في عام 1746. ومع فشل تمرد اليعاقبة هرب ميرسير إلى مقاطعة بنسلفانيا.
وهناك خدم جنبًا إلى جنب مع الشاب جورج واشنطن في القوات الاستعمارية البريطانية خلال الحرب الفرنسية والهندية، وأصيب بجروح خطيرة خلال اشتباك وقع في سبتمبر عام 1756. ثم استقر ميرسير في فيرجينيا، وواصل عمله كطبيب وأصبح لاحقًا عميدًا في الجيش القاري الأمريكي وصديقًا مقربًا لجورج واشنطن. وقد توفي ميرسير نتيجة الجروح التي أصيب بها في معركة برينستون في يناير عام 1777، وأصبح بطلًا ورمزًا جامعًا للثورة الأمريكية.

## النشأة ومسيرته المهنية
ولد ميرسير في 16 يناير عام 1726 في منزل قساوسة بيتسليغو في أبردينشاير، إسكتلندا، وكان والداه آن مونرو والقس ويليام ميرسير، وهو قسيس في كنيسة إسكتلندا. وفي سن الخامسة عشرة بدأ ميرسير دراسة الطب في كلية ماريشال بجامعة أبردين، وتخرج بعد ذلك كطبيب في عام 1744. وكان جراحًا مساعدًا في جيش الأمير تشارلز بوني في عام 1745، وكان حاضرًا في معركة كلودين عندما هُزم جيش تشارلز في 16 أبريل عام 1746، وحينها جرى تعقب العديد من الناجين وقتلهم. وأصبح هاربًا في وطنه عام 1747، ثم فر ميرسير من إسكتلندا بعد شهور من الاختباء. واشترى طريقه للنجاة على متن سفينة وانتقل إلى أمريكا، واستقر بالقرب مما يُعرف الآن باسم مدينة مرسيرسبورغ، بولاية بنسلفانيا، ومارس مهنة الطب لمدة ثماني سنوات.

## حرب السنوات السبع
في عام 1755 عندما تضرر جيش الجنرال إدوارد برادوك على يد الفرنسيين والهنود خلال أول محاولة بريطانية للاستيلاء على فورت دوكين، صُدم ميرسير بنفس المذبحة التي تذكرها في كلودين. وجاء لمساعدة الجرحى وحمل السلاح في النهاية لدعم الجيش الذي طارده قبل سنوات قليلة، هذه المرة كجندي وليس كجراح. وبحلول عام 1756 أعطي رتبة نقيب في فوج بنسلفانيا، ورافق رحلة المقدم جون أرمسترونغ في غارة على قرية كيتانينغ الهندية في سبتمبر عام 1756. وأثناء الهجوم أصيب ميرسير بجروح بالغة وانفصل عن وحدته. وقطع مسافة 100 ميل (160 كم) عبر الغابة لمدة 14 يومًا، مصابًا ودون إمدادات، حتى وجد طريق عودته إلى فورت شيرلي، حيث جرى تقديره وترقيته. ثم رقي إلى رتبة عقيد وقائد حاميات. وخلال هذه الفترة طور ميرسير صداقة حميمة امتدت مدى الحياة مع عقيد آخر هو جورج واشنطن.
خدم كل من واشنطن وميرسير تحت قيادة الجنرال البريطاني جون فوربس خلال المحاولة الثانية للاستيلاء على فورت دوكين. واحتل فوربس الحصن المحروق في 25 نوفمبر عام 1758. وأمر فوربس على الفور ببناء حصن جديد أطلق عليه اسم فورت بيت، على اسم وزير الخارجية البريطاني ويليام بيت الأكبر. كما أطلق على المستوطنة بين نهري «بيتسبرغ» اسم بيتسبرغ الحديثة.
بدأت صحة فوربس، التي كانت سيئة في معظم فترات الحملة، بالتدهور السريع أثناء احتلاله لفورت بيت. وفي 3 ديسمبر عام 1758 بدأ فوربس رحلته الشاقة للعودة إلى فيلادلفيا، حيث كان يعاني مرضًا خطيرًا آنذاك، تاركًا العقيد هيو ميرسير لقيادة فورت بيت. وتوفي الجنرال فوربس في فيلادلفيا في 11 مارس عام 1759.
كانت مهمة ميرسير الأولى هي بناء حصن مؤقت لحماية تشعبي نهر أوهايو في حال تمكن الفرنسيون من تنفيذ خططهم للعودة في ربيع عام 1759. وكانت الرسومات في ذلك الوقت تسمي التحصين المؤقت «حصن ميرسير». وكان موقع الحصن ما هو اليوم موقف للسيارات بين حديقة بوينت ستيت ومبنى بيتسبرغ بوست غازيت.

## فريدريكسبورغ (فرجينيا)
بعد مصادقة العديد من رجال فرجينيا، انتقل ميرسير إلى فريدريكسبورغ في ولاية فيرجينيا في عام 1760 لبدء ممارسة مهنته الطبية من جديد في نهاية الحرب. وعندما وصل ميرسير إلى فريدريكسبورغ، وجد أنها كانت مجتمعًا إسكتلنديًا مزدهرًا يعتبر ملاذًا سعيدًا للإسكتلنديين الذين لم يتمكنوا من رؤية وطنهم مرة أخرى. وقد أصبح عضوًا بارزًا ورجل أعمال في المدينة، حيث اشترى أرضًا وشارك في التجارة المحلية. وأصبح عضوًا في المحفل الماسوني في فريدريكسبورغ في عام 1767. وكان جورج واشنطن أيضًا عضوًا في هذا المحفل، وقد أصبح فيما بعد رئيسًا، وكان ثمانية أعضاء في المحفل على الأقل من جنرالات الثورة الأمريكية (واشنطن، وميرسير، وجورج ويدون، وويليام وودفورد، وفيلدينغ لويس، وتوماس بوسي، وغوستافوس والاس، وماركيز دي لافاييت، الذي أصبح مواطنًا فخريًا في عام 1824)، وهذا العدد أكثر بكثير من أي مجموعة أو مؤسسة أو منظمة أخرى باستثناء الجيش البريطاني قبل الثورة. ولا يزال هذا المحفل موجودًا حتى اليوم.
بعد ذلك بفترة وجيزة افتتح ميرسير محل عطارة وممارسة للطب. وأصبح محل عطارته في فريدريكسبورغ بولاية فيرجينيا الآن متحفًا. وكانت والدة جورج واشنطن ماري واشنطن واحدة من مرضى ميرسير، وانتشر اسم ميرسير كطبيب محترم في المنطقة. وقد تزوج ميرسير بإيزابيلا غوردون وأنجبا معًا خمسة أطفال هم: آن ميرسير باتون، وجون ميرسير، وويليام ميرسير، وجورج ويدون ميرسير، وهيو تينانت ميرسير. وفي عام 1774 باع جورج واشنطن فيري فارم، منزل طفولته، إلى ميرسير، الذي أراد تحويل هذه الأرض الثمينة إلى بلدة حيث استقر هو وعائلته لبقية أيامه.
خلال عام 1775 كان ميرسير عضوًا في لجنة فريدريكسبورغ للسلامة، وفي 25 أبريل كان أحد أعضاء الشركة المستقلة لمدينة فريدريكسبورغ الذي أرسل خطابًا يعبر عن قلقه إلى العقيد واشنطن عندما أزال البريطانيون البارود من المخزن في ويليامزبورغ. وفي تصويت أغسطس جرى استبعاد ميرسير من القيادة المنتخبة للأفواج الجديدة التي شكلتها اتفاقية فرجينيا لأنه كان «بريطانيًا شماليًا»، ولكن في 12 سبتمبر جرى انتخابه عقيدًا لمينيت مين لمقاطعات سبوتسيلفانيا، وكينغ جورج، وستافورد، وكارولاين.
في 17 نوفمبر عام 1775 كان ميرسير واحدًا من 21 عضوًا جرى اختيارهم للجنة السلامة في مقاطعة سبوتسيلفانيا. وفي 11 يناير عام 1776 أصبح ميرسير عقيدًا لما أصبح بعدها فوج فرجينيا الثالث لخط فيرجينيا، وفي اليوم التالي عُين جورج ويدون مقدمًا. كما عمل الرئيس المستقبلي جيمس مونرو ورئيس القضاة المستقبلي في الولايات المتحدة جون مارشال كضباط تحت إمرته. وفي يونيو عام 1776 تلقى ميرسير رسالة من الكونغرس القاري، موقعة من جون هانكوك، بتعيينه عميدًا في جيوش المستعمرات المتحدة ويطلب إليه تقديم تقاريره إلى المقر الرئيسي في نيويورك على الفور. وسرعان ما غادر ميرسير فريدريكسبورغ للانضمام إلى الجيش القاري.